# Bästseltjärnen
Bästseltjärnen är en sjö i Strömsunds kommun i Ångermanland och ingår i Ångermanälvens huvudavrinningsområde. Sjön har en area på 0,169 kvadratkilometer och ligger 244,3 meter över havet. Sjön avvattnas av vattendraget Rensjöbäcken.

## Delavrinningsområde
Bästseltjärnen ingår i det delavrinningsområde (710515-152830) som SMHI kallar för Utloppet av Bästseltjärnen. Medelhöjden är 260 meter över havet och ytan är 2,49 kvadratkilometer. Räknas de 5 avrinningsområdena uppströms in blir den ackumulerade arean 31,67 kvadratkilometer. Rensjöbäcken som avvattnar avrinningsområdet har biflödesordning 4, vilket innebär att vattnet flödar genom totalt 4 vattendrag innan det når havet efter 183 kilometer. Avrinningsområdet består mestadels av skog (87 procent). Avrinningsområdet har 0,12 kvadratkilometer vattenytor vilket ger det en sjöprocent på 4,9 procent.